# Cascavelle
Cascavelle är en ort i Mauritius.   Den ligger i distriktet Black River, i den västra delen av landet, 17 km sydväst om huvudstaden Port Louis. Cascavelle ligger 135 meter över havet och antalet invånare är 2 613. Den ligger på ön Mauritius.
Terrängen runt Cascavelle är kuperad åt sydost, men åt nordväst är den platt. Havet är nära Cascavelle åt nordväst. Runt Cascavelle är det ganska tätbefolkat, med 104 invånare per kvadratkilometer. Närmaste större samhälle är Port Louis, 16,8 km nordost om Cascavelle. Omgivningarna runt Cascavelle är en mosaik av jordbruksmark och naturlig växtlighet.